# Nurniczek krasnodzioby
Nurniczek krasnodzioby (Aethia psittacula) – gatunek średniej wielkości ptaka morskiego z rodziny alk (Alcidae). Nie jest zagrożony wyginięciem. Nie wyróżnia się podgatunków.

## Występowanie i biotop
Występuje w północnej części Oceanu Spokojnego, pomiędzy północno-wschodnią Azją i północno-zachodnią Ameryką Północną. Gniazduje w koloniach na skalistych wyspach w tym rejonie (m.in. Aleutach, Wyspach Diomedesa, Wyspach Komandorskich i Kurylach) oraz na skalistych wybrzeżach Alaski i wschodniej Rosji. Zimuje głównie na otwartym morzu i wzdłuż wybrzeży, na południu osiągając północną Japonię, a niekiedy południową Kalifornię. Do Europy zalatuje bardzo rzadko – odnotowano tylko 1 stwierdzenie w 1860 roku na terenie Szwecji.

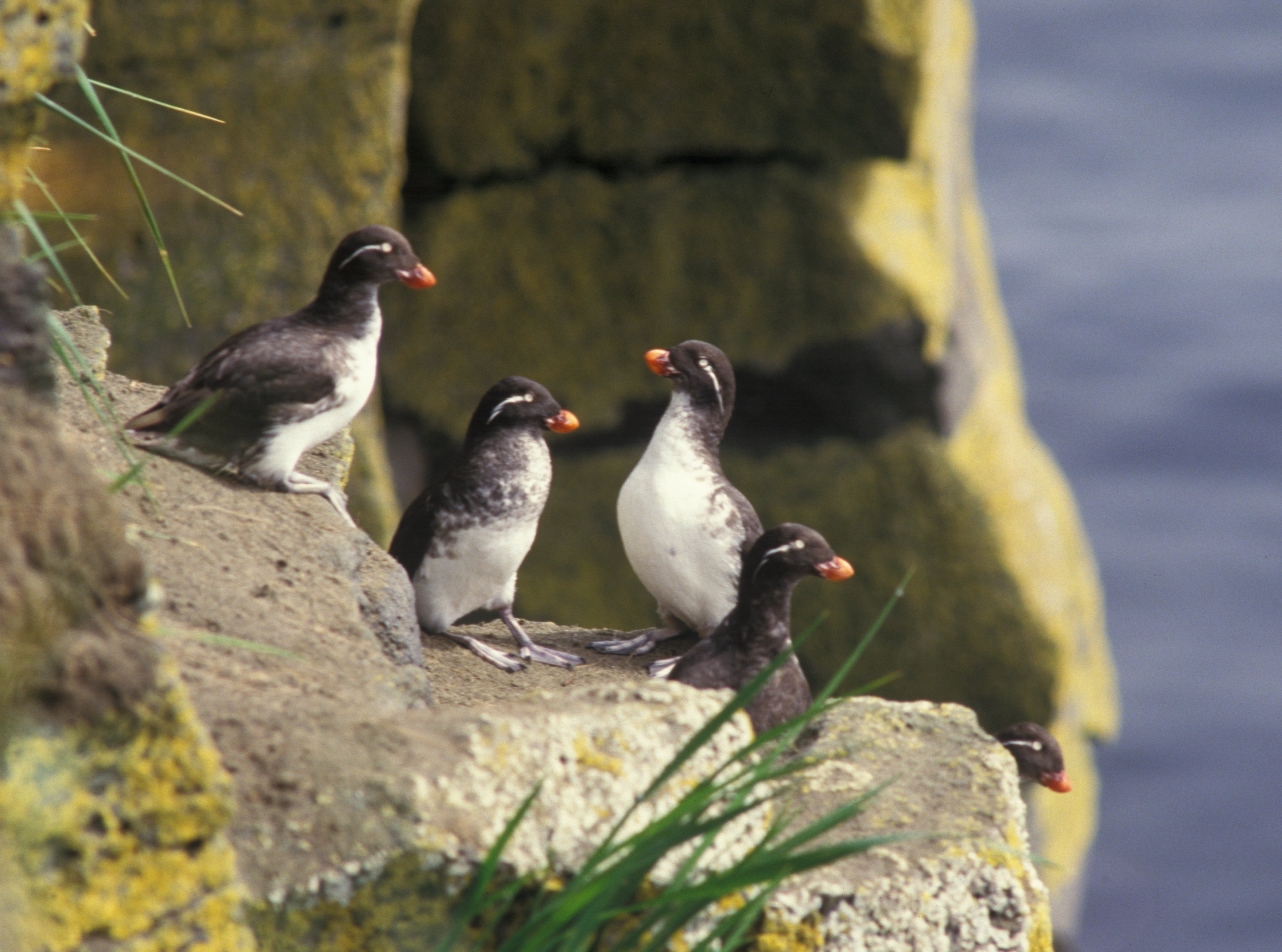
Nurniczki krasnodziobe (Wyspy Pribyłowa)

## Morfologia
Długość ciała około 25 cm. Upierzenie wierzchu ciała czarne z białym spodem i szarymi plamami po bokach ciała. Dziób czerwonawy, tęczówka biała (u młodych ptaków jasnoniebieska), za okiem wąski biały pasek. Brak dymorfizmu płciowego.

## Ekologia i zachowanie

### Tryb życia
Ptak przystosowany do życia na otwartym oceanie – potrafi nurkować na głębokość około 30 m i wytrzymać pod wodą co najmniej minutę.

### Pożywienie
Pokarm stanowią ryby i skorupiaki.

### Lęgi
Samica składa 1 białe jajo w podziemnej jamie. Pisklę pozostaje w gnieździe przez około 5 tygodni. Opuszcza gniazdo pod osłoną nocy i kieruje się prosto do morza. Młode ptaki osiągają dojrzałość płciową po ukończeniu około trzech lat.

## Status i ochrona
Międzynarodowa Unia Ochrony Przyrody (IUCN) uznaje nurniczka krasnodziobego za gatunek najmniejszej troski (LC – Least Concern) nieprzerwanie od 1988 roku. Organizacja Partners in Flight w 2019 roku szacowała liczebność światowej populacji na 1,4 miliona dorosłych osobników. Globalny trend liczebności populacji uznawany jest za spadkowy.